# Les Régates de San Francisco
Pour plus de détails, voir Fiche technique et Distribution.
Les Régates de San Francisco est un film franco-italien de Claude Autant-Lara, sorti en 1960.

## Synopsis
L'histoire se déroule dans une petite ville portuaire italienne( Trieste ). Luigi et Lucilla ont deux enfants, Lidia et Berto. Ils ont pour voisine Tina, qui fait croire à son fils Ario que son père est parti à San Francisco pour participer à une course de régates alors qu'il est en prison. Ario, ami de Berto, est secrètement amoureux de Lidia. 
Cette dernière, qui se sent devenir femme, aguiche le beau docker Eneo, amant de Tina. Luigi soupçonne bientôt sa fille d'avoir perdu sa vertu, tandis que Tina est furieuse de voir la jeune femme tourner autour de son amant. La situation va déboucher sur un drame.

## Fiche technique
- Titre original : Les Régates de San Francisco
- Titre italien : Il risveglio dell'istinto
- Réalisation : Claude Autant-Lara
- Scénario : Jean Aurenche, Pierre Bost, d'après le roman éponyme de Pier Antonio Quarantotti Gambini (titre original : L'onda dell'incrociatore)
- Décors : Max Douy
- Photographie : Armand Thirard
- Son : René-Christian Forget
- Montage : Madeleine Gug
- Musique : René Cloërec
- Production : Raoul Lévy
- Production exécutive : Roger Debelmas
- Sociétés de production :  Iéna Productions,  Compagnia Edizioni Internazionali Artistiche Distribuzione
- Société de distribution : Columbia
- Pays de production :  France,  Italie
- Langue originale : français
- Format : couleur (Eastmancolor) — 35 mm — 2,35:1 (CinemaScope) —  Son mono
- Genre : Comédie dramatique
- Durée : 75 minutes
- Dates de sortie :
  - France : 20 avril 1960
  - Italie : 28 avril 1962
- Interdiction aux moins de 18 ans à sa sortie en salles en France

## Distribution
- Danièle Gaubert : Lidia
- Laurent Terzieff : Eneo
- Suzy Delair : Lucilla
- Folco Lulli : Luigi
- Nelly Benedetti : Tina
- Dominique Blondeau : Ario
- François Nocher : Berto
- Lucien Callamand

## Autour du film
Adapté d'un roman italien à succès de Pier Antonio Quarantotti Gambini, Les Régates de San Francisco devait notamment servir, dans l'esprit du producteur Raoul Lévy, à lancer l'actrice Danièle Gaubert qui faisait alors figure de nouvelle Brigitte Bardot. Plusieurs scènes jugées osées à l'époque valent au film des démêlés avec la censure, ainsi qu'une interdiction aux moins de 18 ans. Le tournage est en outre marqué par un conflit entre le producteur et le réalisateur Claude Autant-Lara. Mécontent entre autres du choix de Suzy Delair - qu'il juge peu crédible pour un rôle de mère de famille italienne - et d'une chanson de Dalida pour le générique, Autant-Lara décide de renier le film, qui sort sans nom de réalisateur au générique. Mal accueilli par la critique française, considéré comme un désastre par l'auteur du roman d'origine,  Les Régates de San Francisco est un échec commercial à sa sortie. Il n'a jamais été diffusé à la télévision française, ni connu de parution en VHS, et n'a pas non plus été à ce jour édité en DVD.